# Scatophila avida
Scatophila avida är en tvåvingeart som beskrevs av Cresson 1931. Scatophila avida ingår i släktet Scatophila och familjen vattenflugor. Inga underarter finns listade i Catalogue of Life.